# Пуэнт-дю-Ван

Пуэнт-дю-Ван (брет. Beg ar Vann, фр. Pointe du Van) — один из мысов на берегу части Атлантического океана, называемого часто морем Ируаз, расположенного между началом Ла-Манша и Бискайским заливом. Мыс находится на территории департамента Финистер.
С западной стороны к мысу прилегает бухта Трепасе, которая пользуется большой популярности среди любителей сёрфинга Бретани.